# Aeroporto de Essendon

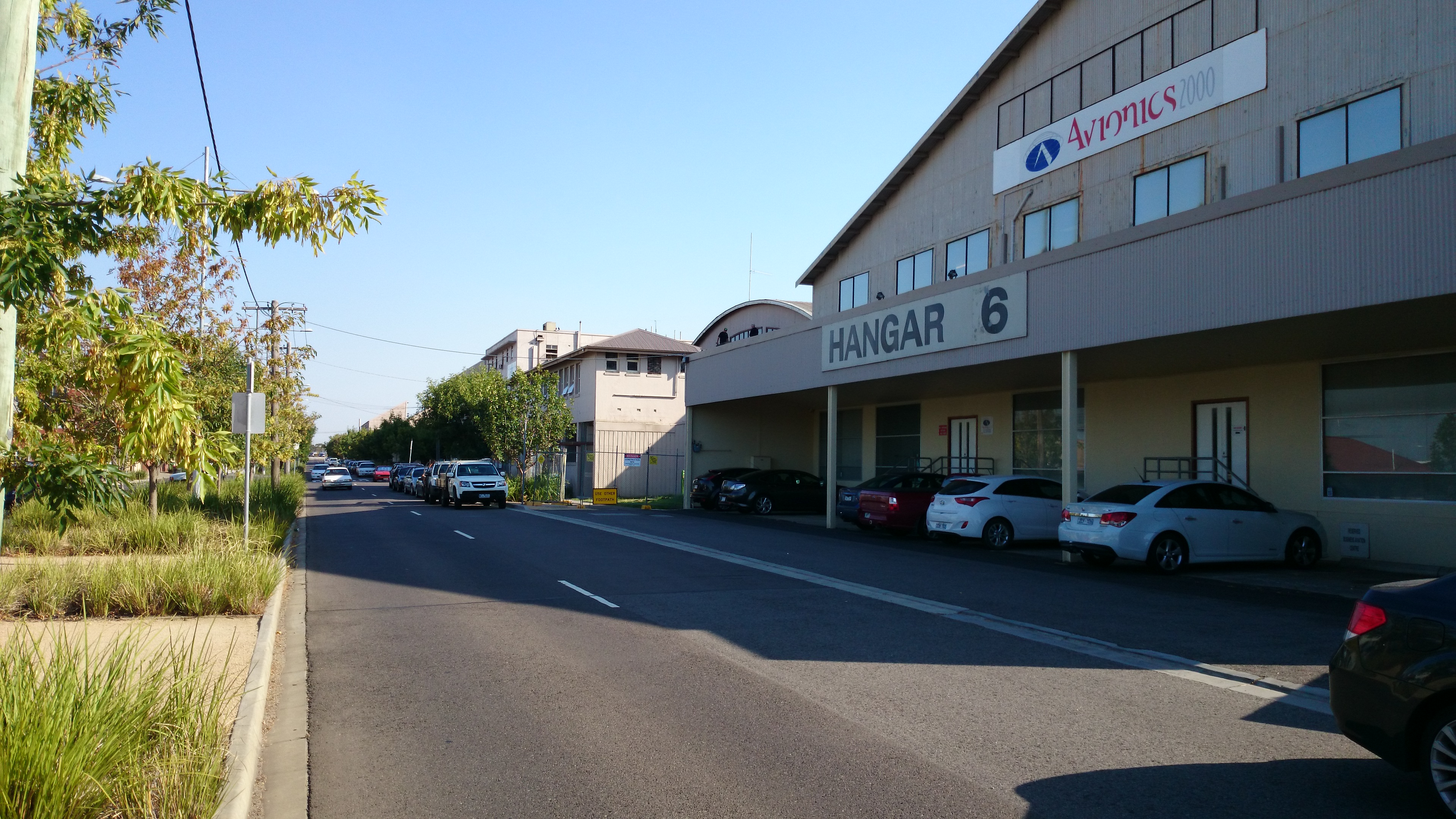
imagem do aeroporto

O Aeroporto de Essendon (IATA: MEB, ICAO: YMEN) é um aeroporto publico que serve voos comerciais, charter, jactos privados e corporativos e voos de aviação em geral. Está localizado num subúrbio a norte de Essendon, Vitória, Austrália, e ocupa uma área de 305 hectares. O aeroporto é o mais próximo do centro da cidade de Melbourne. Outra o principal aeroporto de Melbourne, desde 1970 esse papel passou para o Aeroporto de Tullamarine.